# Premier conseiller du gouvernement de Catalogne
Le premier conseiller du gouvernement (en catalan : Conseller Primer del Govern, en espagnol : Consejero Primero del Gobierno) est un ancien poste du gouvernement de Catalogne.

## Historique
En janvier 2001, le gouvernement catalan crée le titre de « conseiller en chef » pour le numéro deux du gouvernement. Le 17 mars 2005, il est remplacé par le poste de premier conseiller, qui est réglementé par la loi catalane du 31 mars suivant mais n'est plus pourvu depuis le 11 mai 2006. Il est remplacé en novembre 2006 par la fonction de « conseiller à la vice-présidence », elle-même remplacée en décembre 2008 par celle de « vice-président de la Généralité ».

## Nomination
Le premier conseiller du gouvernement est nommé sur décision du président de la Généralité, qui se voit offrir cette faculté par le statut d'autonomie de la Catalogne. Il doit alors en informer le Parlement, de même qu'en cas de cessation de fonction.

## Fonctions

### Propres
Il n'est pas titulaire d'un département exécutif et dispose de fonctions propres, équivalentes à celle d'un vice-Premier ministre.
Il est ainsi chargé de mettre en œuvre les lignes directrices générales de l'action gouvernementales, convoquer et présider le conseil technique du gouvernement, coordonner et superviser l'activité des délégations territoriales du gouvernement, recevoir les informations du secrétariat du gouvernement sur les projets de décrets élaborés par les départements, avant qu'ils ne soient inscrits à l'ordre du jour du conseil technique, et accomplir les fonctions administratives et exécutives qui lui sont assignées par les lois.

### Déléguées
Il peut en outre se voir déléguer des fonctions par le président de la Généralité, à savoir impulser et coordonner l'activité des départements exécutifs en vue de la mise en œuvre des lignes directrices générales de l'action gouvernementale, charger un conseiller de l'intérim d'un autre, et recevoir les informations sur les avant-projets de loi et les projets de décrets élaborés par les départements.

### Substitut ou suppléant du président
Dans les cas d'absence, de maladie, d'empêchement, d'incapacité physique ou mentale constatée par le Parlement, de décès, ou de condamnation pénale entraînant une incapacité politique du président de la Généralité, le premier conseiller est chargé de l'intérim de ses fonctions. Il ne peut toutefois dissoudre le Parlement, poser la question de confiance ou modifier la composition du gouvernement.

## Titulaires contemporains

### Conseillers en chef (2001-2005)
| Nom | Nom                      | Début            | Fin              | Parti |
| --- | ------------------------ | ---------------- | ---------------- | ----- |
|     | Artur Mas                | 17 janvier 2001  | 20 décembre 2003 | CDC   |
|     | Josep-Lluís Carod-Rovira | 20 décembre 2003 | 20 février 2004  | ERC   |
|     | Josep Bargalló           | 20 février 2004  | 25 avril 2005    | ERC   |

### Premier conseiller (2005-2006)
| Nom | Nom            | Début         | Fin         | Parti |
| --- | -------------- | ------------- | ----------- | ----- |
|     | Josep Bargalló | 25 avril 2005 | 11 mai 2006 | ERC   |